# Werner Scharfenberger
Werner Scharfenberger (* 25. September 1925 in Regensburg; † 5. Juli 2001 in Lugano) war ein deutscher Schlagerkomponist, Dirigent und Arrangeur.

## Anfänge
Im Jahr 1945 begann Scharfenberger als Jazzpianist bei Schlagzeuger Freddy Brocksiepers Band, 1948 spielte er bei den Continental-Six, 1949 begann er in der Band von Max Greger. Dieser trat zusammen mit Scharfenberger in der Filmkomödie Hallo, Fräulein auf, die am 13. Mai 1949 in die Kinos kam. Hierin spielte Scharfenberger den Teddy. Seine erste Filmmusik lieferte er für das Erotik-Drama Eva und der Frauenarzt ab, das am 30. März 1951 Premiere hatte.

## Kompositionen in den 1950er Jahren

Musikanten-Quartett – Rosa-Rosa-Nina

Werner Scharfenberger schrieb seinen ersten Song als Komponist 1951 unter dem Titel Oh nein, oh nein, Herr Finkenstein, aufgenommen von Kary Barnet (Charlotta Altbeta Tremlová) am 27. Juli 1951 und begleitet vom Orchester Max Greger (Telefunken #11183). Bei einigen Kompositionen legte er sich das Pseudonym Wolfgang Zell zu. Lys Assia nahm am 28. September 1951 den Titel Uhu auf (Decca #43 252). Unter einer alten Weide… komponierte er zusammen mit Walter Brandin für die Geschwister Fahrnberger Anfang 1952 (Decca #43 379), hierin präsentiert Scharfenberger sein eigenes Quartett. Illo Schieder übernahm Wie oft du mich küßt (Polydor #49 366) am 4. Oktober 1954, eine der ersten Kompositionen mit der Schlagertexterin Fini Busch, die sich hier hinter dem Pseudonym Karl Kiesinger verbirgt.
Evelyn Künneke griff Du bist ein Tiger auf (B-Seite von Tick tack Boogie; Polydor #49487), begleitet wiederum vom Orchester Max Greger (April 1955). Der Himmel war noch nie so blau übernahm Gerhard Wendland (28. Februar 1955), der mit Ich komm‘ zurück, ich komme wieder (28. April 1956) und Sag‘, dass Du mich nie vergisst (29. November 1955) gleich mehrere Kompositionen in Auftrag gab. Illo Schieder sang Immer wieder du (13. September 1955) und übernahm Jonny hat Recht (mit Text von Kurt Feltz) am 18. Oktober 1956. Ein weiterer Titel mit einem Text von Kurt Feltz, Rosa-Rosa-Nina (B-Seite von So wird das sein), gesungen vom Musikanten-Quartett und begleitet vom Orchester Adalbert Luczkowski, wurde im April 1956 zu Werner Scharfenbergers erster Hitparadennotiz in Deutschland. Lolitas Der weiße Mond von Maratonga wurde am 8. Mai 1957 aufgenommen (Fini Busch) und in dem Spielfilm Blaue Jungs eingesetzt. Der Titel war nach Veröffentlichung im November 1957 mit einem Rang 2 Scharfenbergers zweite Chartnotierung.
Margot Eskens übernahm Bombalu am 12. Dezember 1956 (mit Feltz), Komm‘ wieder zu mir (25. September 1957; Feltz), Auf ein Wiedersehn (16. November 1956; Feltz), Mario (4. Juni 1958) und Sieben Tage Glück (24. Juli 1958). In jenem Jahr 1958 verfasste Scharfenberger 7 Musiktitel, darunter für Rock’n Roller Ted Herold dessen erste Songs wie So schön ist nur die allererste Liebe (Oktober 1958). Lolita landete mit Addio Amigo (25. November 1957) einen weiteren großen Hit für Scharfenberger (Rang 5). Der bereits hiterfahrene Peter Kraus wurde mit 5 Titeln bedacht, nämlich Sugar-Baby / Ich denk an Dich (Polydor #23391), das im Dezember 1958 auf den Markt kam und bis auf Platz 2 vordrang. Auch die nachfolgenden Singles Ich möchte‘ mit Dir träumen und Teenager-Melodie konnten sich im Januar 1959 in den deutschen Top 10 platzieren.
Im Jahr 1959 kamen mindestens 6 Titel mit Scharfenbergers Melodien heraus, darunter für Gus Backus die Titel Honolulu Baby und Thank You. Insgesamt entstanden 3 Songs für Lolita, von denen sich einer als Welthit herausstellen sollte.

## Erster Millionenseller
Lolitas Produzent Gerhard Mendelson suchte für La Luna noch dringend eine B-Seite, und Fini Busch verfasste mit Scharfenberger eiligst Seemann (deine Heimat ist das Meer), der nach Konsultationen mit Rundfunkstationen als A-Seite ausgewählt wurde. Aufgenommen am 15. Dezember 1959 mit Lolita im Austrophon-Studio Wien und veröffentlicht im Februar 1960, avancierte Seemann (Deine Heimat ist das Meer) / La Luna (Polydor #24 177) mit 2 Millionen weltweit verkaufter Platten zu Scharfenbergers erstem Millionenseller. Trotz des großen Umsatzerfolges musste sich der Song in Deutschland mit Platz 2 der Charts begnügen, blockiert von der Spitzenposition durch Heidi Brühls Millionenseller Wir wollen niemals auseinandergehn. Im August 1960 wurde die Originalaufnahme von Seemann in den USA veröffentlicht. Hiermit gelangte Lolita sogar bis auf Rang 5 der US-Hitparade. Am 4. November 1960 wurde in Hamburg im Mittelteil des Songs eine englisch gesprochene Rezitation von Maureen René hinzugefügt, die nunmehr als Sailor, Your Home is The Sea für den englischsprachigen Markt gepresst wurde. Lolita war die erste Sängerin, die in Deutschland eine Goldene Schallplatte erhielt. Der Song wurde gecovert als Sailor von Petula Clark und Anne Shelton. Clarks englische Version verkaufte nochmals 250.000 Exemplare.

## Kompositionen in den 1960er Jahren
Im Jahr 1960 erdachte Scharfenberger insgesamt 7 Melodien, darunter befand sich auch der bisher größte Hit von Gus Backus, der im Januar 1961 veröffentlichte Titel Da sprach der alte Häuptling (Rang #3), präsentiert im Kinofilm Schön ist die Liebe am Königssee (Premiere am 20. Januar 1961) mit einem Text von Peter Wehle. Mit 3 Titeln wurde erneut Lolita bedacht, Peter Kraus griff Va Bene auf (Rang 6). Der bisher den Scharfenberger-Kompositionen verwehrte erste Rang konnte durch Ted Herold mit Moonlight erreicht werden. Nach ihrem Erscheinen im Mai 1960 konnte die romantische Schlagerballade im August 1960 für 4 Wochen den ersten Rang belegen und wurde über 500.000 Mal verkauft. Der Zeitschrift Automaten-Markt zufolge rangierte Herolds Ballade auf Platz 6 der meistgespielten Singles in Musikautomaten. Sie blieb Herolds erfolgreichster Song und wurde auch seine Erkennungsmelodie.
1961 brachte 15 Titel aus der Feder Scharfenbergers hervor, darunter Connie Francis’ Einmal komm‘ ich wieder (Oktober 1961; Rang 16; mit Fini Busch), Backus’ Alle Schotten sparen (Dezember 1961; Rang 12), 4 Titel jeweils für Lolita und Peter Kraus. Dessen Schwarze Rose Rosemarie war im November 1961 mit einem Rang 5 seit langem wieder eine hochrangige Platzierung. Vorerst produktivstes Jahr war mit 18 Titeln das Jahr 1962, als Connie Francis im Januar 1962 Wenn Du gehst bis auf Rang 2 transportierte und mit Paradiso (als Wolfgang Zell; August 1962) für zwei Wochen Rang 1 belegte; Gus Backus wurde mit 5 Titeln bedacht.
Für die bis dahin nur in ihrer italienischen Heimat bekannte Mina entstand als erste deutsche Single am 5. Februar 1962 im Wiener Konzerthaus (Studio III) die von Scharfenbergers Orchester in Mollklängen gespielte Melodie zum exotisch klingenden Hit Heißer Sand / Ein treuer Mann, der weltweit rund eine Million Exemplare umsetzte. Unter den fünf für Kraus vorgesehenen Titeln befand sich auch Sweety, das Kraus nach Veröffentlichung im August 1962 einen letzten Tophit bescherte. 1963 kamen nochmals 17 Songs von Scharfenberger heraus, erfolgreichster davon war Connie Francis‘ Barcarole in der Nacht, der ab Juli 1963 für 4 Wochen auf Rang 1 verweilte.
Margot Eskens übernahm ein von Fini Busch getextetes Lied, das in die engere Auswahl zum Grand Prix Eurovision de la Chanson 1963 gelangte. Der Hessische Rundfunk hatte Heidi Brühl als Interpretin für das internationale Finale in London nominiert. Sie erkrankte jedoch kurz vor der nationalen Endausscheidung. Margot Eskens stellt vertretungsweise am 28. Februar 1963 in der Sendung „Heidi Brühl singt“ fünf Lieder mehrerer Autoren vor, und 7,5 Mio. Fernsehzuschauer verfolgen die Sendung. Davon beteiligen sich 83.515 (1,11 %) aller Zuschauer durch Einsenden von vorgeschriebenen Postkarten an der Wahl des Siegertitels, der von beiden Interpretinnen als Single erfolglos veröffentlicht wird. Scharfenbergers Beitrag Die blaue Stunde erreicht mit 5.846 Karten oder 7 % der Stimmen Platz 4, während Marcel von Charly Niessen mit 66 % oder 55.119 Karten gewinnt.
1964 erscheinen mindestens 6 von Scharfenberger verfasste Werke, 1965 werden 9 veröffentlicht. Ein Hit ist erst unter den 10 im Jahr 1966 veröffentlichten Songs mit Peter Alexanders Moderne Romanzen (mit Feltz), der im Dezember 1966 bis auf Rang 4 vordringen kann. 1967 werden 11 aus der Feder von Scharfenberger stammende Titel herausgebracht; unter den 4 von Peter Alexander übernommenen Songs befindet sich im August 1967 der Tophit Verbotene Träume. Zusammen mit Feltz entstand ein weiterer Nummer-eins-Hit für Alexander, das im März 1969 erschienene Liebesleid.

## Kompositionen in den 1970er Jahren
Im Jahr 1970 gelangen 15 Titel von Scharfenberger auf den Markt, darunter befinden sich 5 für Peter Alexander. Davon erreicht Hier ist ein Mensch (Scharfenberger versteckt sich unter dem Pseudonym Mike Doven) nach Veröffentlichung im November 1970 den zweiten Platz der Hitparade. 1971 werden 11 Titel veröffentlicht, sogar 6 waren für Alexander bestimmt. 1972 schreibt Scharfenberger insgesamt mindestens 11 Songs, darunter befindet sich im April 1972 mit Geh‘ die Straße der erste Hit für das Duo Cindy & Bert (Rang 36), Peter Rubin erhielt im Juli 1973 Wir zwei fahren irgendwo hin (Rang 29). Scharfenbergs Rekordjahr war 1973, als 21 Werke entstanden. Alleine 8 entfielen davon auf Peter Rubin, allesamt ohne besondere Hitparadenresonanz. 1974 kamen 15 Songs heraus (darunter Die Sommermelodie für Cindy & Bert), 1975 waren es 19 (darunter 8 für Cindy & Bert), 1976 waren von 5 Werken alleine 4 für Peter Rubin bestimmt. Seit 1977 kamen keine neuen Kompositionen aus der Feder von Werner Scharfenberger mehr auf den Markt.

## Weitere Filmmusiken
Scharfenberger schrieb auch Filmmusiken für Teenager-Filme, die als Vehikel für Schlager dienten. So erdachte er die Filmmusik Die blauen Jungs (mit Text von Fini Busch) für Lolita, zu hören im Film Blaue Jungs (5. September 1957). Im Film Wenn die Conny mit dem Peter (18. Dezember 1958) sind seine Titel Teenager-Melodie, Ich möchte mit dir träumen, Hey boys, how do you do?, Der Jolly Joker und Ich denk an Dich untergebracht. Weitere Filmmusiken kommen in Melodie und Rhythmus (11. September 1959) und Kein Mann zum Heiraten (18. Dezember 1959) vor.

## Filmmusiken
- 1956: Kirschen in Nachbars Garten
- 1957: Blaue Jungs
- 1958: Wenn die Conny mit dem Peter
- 1958: Mein Schatz ist aus Tirol
- 1959: Melodie und Rhythmus
- 1959: Paradies der Matrosen
- 1959: Mein Schatz, komm mit ans blaue Meer
- 1960: Der Satan lockt mit Liebe
- 1960: Conny und Peter machen Musik
- 1961: Schön ist die Liebe am Königssee
- 1961: Eine hübscher als die andere
- 1961: Drei weiße Birken
- 1961: Isola Bella
- 1961: Im schwarzen Rößl
- 1962: Die türkischen Gurken
- 1962: So toll wie anno dazumal
- 1963: Die lustigen Vagabunden

## Charterfolge

Lolita – Seemann (deine Heimat ist das Meer)

Lolita – Sailor (Your Home Is the Sea)

Ted Herold – Moonlight

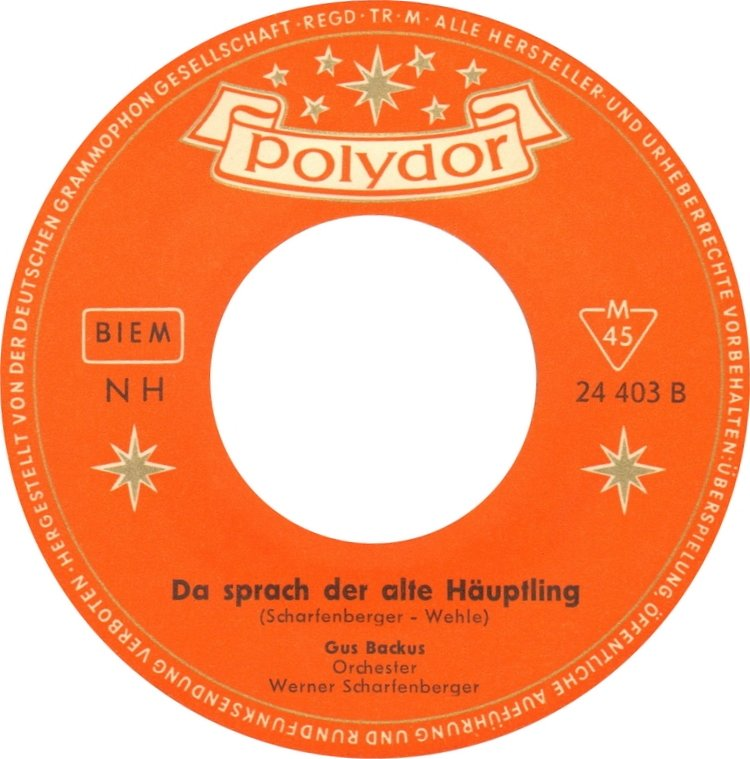
Gus Backus – Da sprach der alte Häuptling

Petula Clark – Sailor

Mina – Heißer Sand

Peter Kraus – Va bene

Peter Kraus – Sweety

Connie Francis – Barcarole in der Nacht

| Jahr                  | Titel Interpret                                                                              | Höchstplatzierung, Gesamtwochen/‑monate, AuszeichnungChartplatzierungen (Jahr, Titel, Interpret, Platzierungen, Wochen/Monate, Auszeichnungen, Anmerkungen) | Höchstplatzierung, Gesamtwochen/‑monate, AuszeichnungChartplatzierungen (Jahr, Titel, Interpret, Platzierungen, Wochen/Monate, Auszeichnungen, Anmerkungen) | Höchstplatzierung, Gesamtwochen/‑monate, AuszeichnungChartplatzierungen (Jahr, Titel, Interpret, Platzierungen, Wochen/Monate, Auszeichnungen, Anmerkungen) | Höchstplatzierung, Gesamtwochen/‑monate, AuszeichnungChartplatzierungen (Jahr, Titel, Interpret, Platzierungen, Wochen/Monate, Auszeichnungen, Anmerkungen) | Höchstplatzierung, Gesamtwochen/‑monate, AuszeichnungChartplatzierungen (Jahr, Titel, Interpret, Platzierungen, Wochen/Monate, Auszeichnungen, Anmerkungen) | Höchstplatzierung, Gesamtwochen/‑monate, AuszeichnungChartplatzierungen (Jahr, Titel, Interpret, Platzierungen, Wochen/Monate, Auszeichnungen, Anmerkungen) | Höchstplatzierung, Gesamtwochen/‑monate, AuszeichnungChartplatzierungen (Jahr, Titel, Interpret, Platzierungen, Wochen/Monate, Auszeichnungen, Anmerkungen) | Anmerkungen                                                                                                |
| Jahr                  | Titel Interpret                                                                              | DE | AT | CH | UK | US | BE | NL | Anmerkungen                                                                                                |
| --------------------- | -------------------------------------------------------------------------------------------- | --- | --- | --- | --- | --- | --- | --- | --- |
| 1958                  | Sugar-Baby Peter Kraus / Orchester Werner Scharfenberger                                     | DE2 (7 Mt.)DE | — | — | — | — | BE14 (1 Mt.)BE | — | Erstveröffentlichung: November 1958 Verkäufe: + 600.000                                                    |
| 1958                  | Teenager Melodie Conny & Will Brandes                                                        | DE19 (2 Mt.)DE | — | — | — | — | — | — | Erstveröffentlichung: November 1958                                                                        |
| 1959                  | Solang du einen Freund hast Die Blauen Jungs                                                 | DE30 (2 Mt.)DE | — | — | — | — | — | — | Erstveröffentlichung: Juli 1959                                                                            |
| 1959                  | Cowboy Billy James Brothers                                                                  | DE6 (6 Mt.)DE | — | — | — | — | — | — | Erstveröffentlichung: August 1959                                                                          |
| 1959                  | Wunderbar wie du Peter Kraus                                                                 | DE14 (4 Mt.)DE | — | — | — | — | — | — | Erstveröffentlichung: September 1959                                                                       |
| 1959                  | Honey-Moon Alice, Ellen & Peter                                                              | DE15 (4 Mt.)DE | — | — | — | — | — | — | Erstveröffentlichung: November 1959                                                                        |
| 1960                  | Wenn weiße Wolken wandern Die Blauen Jungs                                                   | DE33 (2 Mt.)DE | — | — | — | — | — | — | Erstveröffentlichung: Januar 1960                                                                          |
| 1960                  | Seemann (deine Heimat ist das Meer) Sailor (Your Home Is The Sea) (englische Version) Lolita | DE2 Platin · (10 Mt.)DE | — | — | — | US5 (18 Wo.)US | — | — | Erstveröffentlichung: Februar 1960 Verkäufe: + 2.000.000                                                   |
| 1960                  | Moonlight Ted Herold                                                                         | DE1 (7 Mt.)DE | — | — | — | — | — | — | Erstveröffentlichung: Mai 1960 Verkäufe: + 500.000                                                         |
| 1960                  | …sie war nicht älter als 18 Jahr’ Vico Torriani                                              | DE23 (2 Mt.)DE | — | — | — | — | — | — | Erstveröffentlichung: Juni 1960                                                                            |
| 1960                  | Va bene Peter Kraus                                                                          | DE6 (5 Mt.)DE | — | — | — | — | — | — | Erstveröffentlichung: Juli 1960                                                                            |
| 1960                  | Va bene Rex Gildo                                                                            | DE6 (5 Mt.)DE | — | — | — | — | — | — | Erstveröffentlichung: Juli 1960                                                                            |
| 1960                  | Sag mir, was du denkst Conny / Peter Kraus                                                   | DE21 (3 Mt.)DE | — | — | — | — | — | — | Erstveröffentlichung: Juli 1960                                                                            |
| 1960                  | Zeeman Caterina Valente                                                                      | — | — | — | — | — | BE10 (2 Mt.)BE | — | Erstveröffentlichung: August 1960 Original: Lolita – Seemann (deine Heimat ist das Meer)                   |
| 1960                  | Die Sterne der Prärie / Cowboy Jimmy Joe (englische Version) Lolita                          | DE12 (5 Mt.)DE | — | — | — | US94 (3 Wo.)US | — | — | Erstveröffentlichung: August 1960                                                                          |
| 1960                  | Von Paris bis Hawaii Peter Kraus                                                             | DE27 (5 Mt.)DE | — | — | — | — | — | — | Erstveröffentlichung: Oktober 1960                                                                         |
| 1960                  | Da sprach der alte Häuptling Gus Backus                                                      | DE3 (4 Mt.)DE | — | — | — | — | — | — | Erstveröffentlichung: November 1960                                                                        |
| 1960                  | Denn sie fahren hinaus auf das Meer Peggy Brown                                              | DE7 (5 Mt.)DE | — | — | — | — | — | — | Erstveröffentlichung: Dezember 1960                                                                        |
| 1961                  | Sailor / Marin (französische Version) Petula Clark                                           | — | — | — | UK1 (15 Wo.)UK | — | BE37 (3 Mt.)BE | — | Erstveröffentlichung: Januar 1961 Verkäufe: 250.000 Original: Lolita – Seemann (deine Heimat ist das Meer) |
| 1961                  | Addio, addio Maria Die Blauen Jungs                                                          | DE46 (1 Mt.)DE | — | — | — | — | — | — | Erstveröffentlichung: Februar 1961                                                                         |
| 1961                  | Oh So Sweet Ted Herold                                                                       | DE24 (3 Mt.)DE | — | — | — | — | — | — | Erstveröffentlichung: März 1961                                                                            |
| 1961                  | Blue Melodie Peter Kraus                                                                     | DE7 (3 Mt.)DE | — | — | — | — | — | — | Erstveröffentlichung: April 1961                                                                           |
| 1961                  | Das kann morgen vorbei sein Heidi Brühl                                                      | DE14 (4 Mt.)DE | — | — | — | — | — | — | Erstveröffentlichung: April 1961                                                                           |
| 1961                  | Über alle sieben Meere Lolita                                                                | DE9 (3 Mt.)DE | — | — | — | — | — | — | Erstveröffentlichung: Mai 1961                                                                             |
| 1961                  | Einmal komm’ ich wieder Connie Francis                                                       | DE16 (3 Mt.)DE | — | — | — | — | — | — | Erstveröffentlichung: Juli 1961                                                                            |
| 1961                  | Sehnsucht nach Samoa Lolita                                                                  | DE36 (1 Mt.)DE | — | — | — | — | — | — | Erstveröffentlichung: Oktober 1961                                                                         |
| 1961                  | Schwarze Rose, Rosemarie Peter Kraus                                                         | DE5 (6 Mt.)DE | — | — | — | — | — | — | Erstveröffentlichung: November 1961                                                                        |
| 1962                  | Heißer Sand Mina                                                                             | DE1 (7 Mt.)DE | — | — | — | — | — | — | Erstveröffentlichung: März 1962 Verkäufe: + 1.000.000                                                      |
| 1962                  | Silver-Moon Peter Kraus                                                                      | DE6 (4 Mt.)DE | — | — | — | — | — | — | Erstveröffentlichung: März 1962                                                                            |
| 1962                  | Sweety Peter Kraus                                                                           | DE2 (4 Mt.)DE | — | — | — | — | BE20 (1 Mt.)BE | — | Erstveröffentlichung: Mai 1962                                                                             |
| 1962                  | Paradiso Connie Francis                                                                      | DE2 (5 Mt.)DE | — | — | — | — | — | — | Erstveröffentlichung: Mai 1962                                                                             |
| 1962                  | Brandend zand Anneke Grönloh                                                                 | — | — | — | — | — | BE7 (3 Mt.)BE | — | Erstveröffentlichung: 15. Juni 1962 Original: Mina – Heißer Sand                                           |
| 1962                  | Lauter schöne Worte Michael Holm                                                             | DE46 (1 Mt.)DE | — | — | — | — | — | — | Erstveröffentlichung: Juli 1962                                                                            |
| 1962                  | Fiesta Brasiliana (Das Lied Der Lüge) Mina                                                   | DE13 (5 Mt.)DE | — | — | — | — | BE19 (1 Mt.)BE | — | Erstveröffentlichung: September 1962                                                                       |
| 1962                  | Paradiso Anneke Grönloh                                                                      | — | — | — | — | — | BE9 (3 Mt.)BE | — | Erstveröffentlichung: 15. September 1962 Original: Connie Francis                                          |
| 1962                  | Western Rose (uns’re Reise fängt an) Peter Kraus                                             | DE13 (4 Mt.)DE | — | — | — | — | — | — | Erstveröffentlichung: Oktober 1962                                                                         |
| 1962                  | Das kleine Wunder vom großen Glück Gus Backus                                                | DE20 (3 Mt.)DE | — | — | — | — | — | — | Erstveröffentlichung: Oktober 1962                                                                         |
| 1962                  | Wenn du gehst Connie Francis                                                                 | DE2 (6 Mt.)DE | — | — | — | — | — | — | Erstveröffentlichung: November 1962                                                                        |
| 1962                  | Warum muß man auseinandergeh’n (Mit weißen Perlen) Petula Clark                              | DE17 (4 Mt.)DE | — | — | — | — | — | — | Erstveröffentlichung: 15. November 1962                                                                    |
| 1963                  | Mr. Casanova Siw Malmkvist                                                                   | DE7 (4 Mt.)DE | — | — | — | — | — | — | Erstveröffentlichung: Februar 1963                                                                         |
| 1963                  | Capitano Mina                                                                                | DE17 (2 Mt.)DE | — | — | — | — | — | — | Erstveröffentlichung: Februar 1963                                                                         |
| 1963                  | (Er macht mich krank) Der Mondschein an der Donau Gus Backus                                 | DE8 (3 Mt.)DE | — | — | — | — | — | — | Erstveröffentlichung: Februar 1963                                                                         |
| 1963                  | Ein Souvenir Peter Kraus                                                                     | DE13 (4 Mt.)DE | — | — | — | — | — | — | Erstveröffentlichung: Mai 1963                                                                             |
| 1963                  | Barcarole in der Nacht Connie Francis                                                        | DE1 (6 Mt.)DE | — | — | — | — | — | — | Erstveröffentlichung: Mai 1963                                                                             |
| 1963                  | Meine Tür steht immer offen Mina                                                             | DE33 (2 Mt.)DE | — | — | — | — | — | — | Erstveröffentlichung: Juli 1963                                                                            |
| 1963                  | Blue Night Ted Herold                                                                        | DE31 (2 Mt.)DE | — | — | — | — | — | — | Erstveröffentlichung: Juli 1963                                                                            |
| 1963                  | Bis zum nächsten Mal Mina                                                                    | DE35 (1 Mt.)DE | — | — | — | — | — | — | Erstveröffentlichung: August 1963                                                                          |
| 1963                  | Pico Pico Bello Peter Kraus                                                                  | DE34 (1 Mt.)DE | — | — | — | — | — | — | Erstveröffentlichung: August 1963                                                                          |
| 1963                  | Sweet Emily (Goodbye Baby) Gus Backus                                                        | DE24 (3 Mt.)DE | — | — | — | — | — | — | Erstveröffentlichung: August 1963                                                                          |
| 1963                  | Schenk mir einen Talisman Peter Kraus                                                        | DE31 (3 Mt.)DE | — | — | — | — | — | — | Erstveröffentlichung: Oktober 1963                                                                         |
| 1963                  | Morgen ist alles vorüber Esther Ofarim                                                       | DE23 (1 Mt.)DE | — | — | — | — | — | — | Erstveröffentlichung: Dezember 1963                                                                        |
| 1964                  | Fremdes Land Mina                                                                            | DE39 (1 Mt.)DE | — | — | — | — | — | — | Erstveröffentlichung: Januar 1964                                                                          |
| 1964                  | Geschichten eines Twen Thomas Fritsch                                                        | DE43 (2 Mt.)DE | — | — | — | — | — | — | Erstveröffentlichung: Januar 1964                                                                          |
| 1964                  | Nino Connie Francis                                                                          | DE12 (3 Mt.)DE | — | — | — | — | — | — | Erstveröffentlichung: Januar 1964                                                                          |
| 1964                  | Matrosenliebe Lolita                                                                         | DE45 (1 Mt.)DE | — | — | — | — | — | — | Erstveröffentlichung: März 1964                                                                            |
| 1964                  | Napoli Connie Francis                                                                        | DE12 (4 Mt.)DE | — | — | — | — | — | — | Erstveröffentlichung: Mai 1964                                                                             |
| 1964                  | Mädchen mit Herz Peter Kraus                                                                 | DE29 (1 Mt.)DE | — | — | — | — | — | — | Erstveröffentlichung: Mai 1964                                                                             |
| 1964                  | Wer du bist Françoise Hardy                                                                  | DE32 (3 Mt.)DE | — | — | — | — | — | — | Erstveröffentlichung: Juni 1964                                                                            |
| 1964                  | Abends in der Mondscheinallee Connie Francis                                                 | DE23 (5 Mt.)DE | — | — | — | — | — | — | Erstveröffentlichung: November 1964                                                                        |
| 1965                  | Alle glauben, daß ich glücklich bin Bobby Bare                                               | DE26 (1 Mt.)DE | — | — | — | — | — | — | Erstveröffentlichung: Januar 1965                                                                          |
| 1965                  | Du mußt bleiben, Angelino Connie Francis                                                     | DE10 (3½ Mt.)DE | — | — | — | — | — | — | Erstveröffentlichung: März 1965                                                                            |
| 1965                  | Sorry Little Baby Hans-Jürgen Bäumler                                                        | DE7 (2½ Mt.)DE | — | — | — | — | — | — | Erstveröffentlichung: März 1965                                                                            |
| 1965                  | Thank You Darling The Supremes                                                               | DE18 (2 Mt.)DE | — | — | — | — | — | — | Erstveröffentlichung: April 1965                                                                           |
| 1965                  | Weekend Boy Connie Francis                                                                   | DE29 (2½ Mt.)DE | — | — | — | — | — | — | Erstveröffentlichung: Juni 1965                                                                            |
| 1965                  | Was hab ich falsch gemacht? Horst Indra                                                      | DE31 (1½ Mt.)DE | — | — | — | — | — | — | Erstveröffentlichung: August 1965                                                                          |
| 1965                  | Mein Herz wird warten Connie Francis                                                         | DE24 (1½ Mt.)DE | — | — | — | — | — | — | Erstveröffentlichung: September 1965                                                                       |
| 1966                  | Laß mich geh’n Connie Francis                                                                | DE24 (1½ Mt.)DE | — | — | — | — | — | — | Erstveröffentlichung: Januar 1966                                                                          |
| 1966                  | Jeder geht seinen Weg Charlie Hickman                                                        | DE28 (1½ Mt.)DE | — | — | — | — | — | — | Erstveröffentlichung: Februar 1966                                                                         |
| 1966                  | Unverstanden Sacha Distel                                                                    | DE35 (½ Mt.)DE | — | — | — | — | — | — | Erstveröffentlichung: Juli 1966                                                                            |
| 1966                  | Man muß schließlich auch mal “nein” sagen könn’n Gitte                                       | DE14 (3½ Mt.)DE | — | — | — | — | — | — | Erstveröffentlichung: September 1966                                                                       |
| 1966                  | Meine Reise ist zu Ende Connie Francis                                                       | DE24 (2 Mt.)DE | — | — | — | — | — | — | Erstveröffentlichung: September 1966                                                                       |
| 1966                  | Moderne Romanzen Peter Alexander                                                             | DE4 (5 Mt.)DE | AT2 (3 Mt.)AT | — | — | — | — | — | Erstveröffentlichung: November 1966                                                                        |
| 1966                  | Ich mach’ Protest Gitte                                                                      | DE17 (2 Mt.)DE | — | — | — | — | — | — | Erstveröffentlichung: Dezember 1966                                                                        |
| 1966                  | Laß die Sterne am Himmel Werner Art                                                          | — | AT6 (5 Mt.)AT | — | — | — | — | — | Erstveröffentlichung: Dezember 1966                                                                        |
| 1966                  | Es ist so schön, daß es dich gibt Connie Francis                                             | DE24 (2½ Mt.)DE | — | — | — | — | — | — | Erstveröffentlichung: Dezember 1966                                                                        |
| 1967                  | Wie deine Mutter ist Gitte                                                                   | DE21 (1½ Mt.)DE | — | — | — | — | — | — | Erstveröffentlichung: Juni 1967                                                                            |
| 1967                  | Verbotene Träume Peter Alexander                                                             | DE4 (4 Mt.)DE | AT12 (1 Mt.)AT | — | — | — | — | — | Erstveröffentlichung: Juli 1967                                                                            |
| 1967                  | Irene von Avignon Sacha Distel                                                               | DE31 (½ Mt.)DE | — | — | — | — | — | — | Erstveröffentlichung: September 1967                                                                       |
| 1967                  | Probleme Gitte                                                                               | DE22 (2 Mt.)DE | — | — | — | — | — | — | Erstveröffentlichung: November 1967                                                                        |
| 1968                  | Schön muß es sein, dich zu lieben Peter Alexander                                            | DE13 (1½ Mt.)DE | — | — | — | — | — | — | Erstveröffentlichung: März 1968                                                                            |
| 1968                  | Liebesleid Peter Alexander                                                                   | DE1 (5 Mt.)DE | AT3 (4 Mt.)AT | — | — | — | — | — | Erstveröffentlichung: Dezember 1968                                                                        |
| 1969                  | Millionär Gitte                                                                              | DE26 (1½ Mt.)DE | — | — | — | — | — | — | Erstveröffentlichung: Februar 1969                                                                         |
| 1969                  | Immer mehr Peter Rubin                                                                       | DE16 (2 Mt.)DE | — | — | — | — | — | — | Erstveröffentlichung: April 1969                                                                           |
| 1969                  | Sehnsuchtsmelodie Peter Alexander                                                            | DE32 (½ Mt.)DE | AT19 (1 Mt.)AT | — | — | — | — | — | Erstveröffentlichung: Juli 1969                                                                            |
| 1969                  | Dann kamst du Gitte                                                                          | DE28 (1½ Mt.)DE | — | — | — | — | — | — | Erstveröffentlichung: Oktober 1969                                                                         |
| 1970                  | In meinen Schuhen kannst du nicht gehen Peter Rubin                                          | DE26 (1 Mt.)DE | — | — | — | — | — | — | Erstveröffentlichung: Mai 1970                                                                             |
| 1970                  | River-Melodie Freddy                                                                         | DE29 (2 Mt.)DE | — | — | — | — | — | — | Erstveröffentlichung: September 1970                                                                       |
| 1970                  | Wir sitzen beide am selben Feuer Peter Rubin                                                 | DE38 (9 Wo.)DE | — | — | — | — | — | — | Erstveröffentlichung: September 1970                                                                       |
| 1970                  | Hier ist ein Mensch Peter Alexander                                                          | DE2 (28 Wo.)DE | AT1 (5 Mt.)AT | CH3 (10 Wo.)CH | — | — | — | — | Erstveröffentlichung: November 1970                                                                        |
| 1971                  | Heute passiert’s Peter Rubin                                                                 | DE42 (5 Wo.)DE | — | — | — | — | — | — | Erstveröffentlichung: Februar 1971                                                                         |
| 1971                  | Leben heißt lieben Peter Alexander                                                           | DE19 (12 Wo.)DE | — | — | — | — | — | — | Erstveröffentlichung: April 1971                                                                           |
| 1971                  | Mit den Wölfen heulen Peter Rubin                                                            | DE48 (1 Wo.)DE | — | — | — | — | — | — | Erstveröffentlichung: Juli 1971                                                                            |
| 1971                  | Von Mensch zu Mensch Peter Rubin                                                             | DE45 (3 Wo.)DE | — | — | — | — | — | — | Erstveröffentlichung: September 1971                                                                       |
| 1971                  | Ich will dir helfen Peter Alexander                                                          | DE25 (6 Wo.)DE | — | — | — | — | — | — | Erstveröffentlichung: Oktober 1971                                                                         |
| 1972                  | Der gemeinsame Weg Peter Alexander                                                           | DE42 (1 Wo.)DE | — | — | — | — | — | — | Erstveröffentlichung: Januar 1972                                                                          |
| 1972                  | Geh’ die Straße / Go and Leave Me (Englische Version) Cindy & Bert                           | DE36 (5 Wo.)DE | — | — | — | — | — | — | Erstveröffentlichung: März 1972                                                                            |
| 1972                  | Es ist so gut Marion Maerz                                                                   | DE42 (3 Wo.)DE | — | — | — | — | — | — | Erstveröffentlichung: September 1972                                                                       |
| 1972                  | In der Nacht Peter Rubin                                                                     | DE39 (5 Wo.)DE | — | — | — | — | — | — | Erstveröffentlichung: September 1972                                                                       |
| 1973                  | Ich komm’ bald wieder Cindy & Bert                                                           | DE10 (20 Wo.)DE | AT17 (4 Mt.)AT | — | — | — | — | NL15 (6 Wo.)NL | Erstveröffentlichung: Mai 1973                                                                             |
| 1973                  | Wir zwei fahren irgendwo hin Peter Rubin                                                     | DE29 (9 Wo.)DE | — | — | — | — | — | — | Erstveröffentlichung: Mai 1973                                                                             |
| 1973                  | Du kannst das am besten Peter Rubin                                                          | DE43 (1 Wo.)DE | — | — | — | — | — | — | Erstveröffentlichung: Oktober 1973                                                                         |
| 1974                  | Aber am Abend da spielt der Zigeuner Cindy & Bert                                            | DE12 Gold · (21 Wo.)DE | — | — | — | — | — | NL18 (8 Wo.)NL | Erstveröffentlichung: Juli 1974 Verkäufe: + 500.000                                                        |
| 1974                  | Rainbow Peters & Lee                                                                         | — | — | — | UK17 (7 Wo.)UK | — | — | — | Erstveröffentlichung: 9. August 1974 Original: Marion Maerz – Schlaf heut Abend nicht im Park              |
| 1975                  | Caballero Lars Berghagen                                                                     | DE45 (2 Wo.)DE | — | — | — | — | — | — | Erstveröffentlichung: August 1975                                                                          |
| 1981                  | Zeeman, je verlangen is de zee Ciska Peters                                                  | — | — | — | — | — | — | NL28 (5 Wo.)NL | Erstveröffentlichung: August 1981 Original: Lolita – Seemann (deine Heimat ist das Meer)                   |
| 1983                  | Sugar Sugar Baby Highway                                                                     | — | — | — | — | — | — | NL28 (4 Wo.)NL | Erstveröffentlichung: Dezember 1983 Original: Peter Kraus / Orchester Werner Scharfenberger – Sugar-Baby   |
| 1985                  | Zaterdagavond Dennie Christian & Mieke                                                       | — | — | — | — | — | — | NL25 (6 Wo.)NL | Erstveröffentlichung: 1985 Original: Cindy & Bert – Ich komm’ bald wieder                                  |
| 1992                  | Jive Connie Connie Francis                                                                   | DE2 Gold · (30 Wo.)DE | AT2 Gold · (22 Wo.)AT | — | — | — | — | — | Erstveröffentlichung: April 1992 Verkäufe: + 275.000                                                       |
| 2002                  | Und sie war nicht viel älter als 18 Jahr Räuber                                              | DE83 (2 Wo.)DE | — | — | — | — | — | — | Erstveröffentlichung: 2002                                                                                 |
| 2009                  | Zaterdagavond Dennie, Mieke, Christoff & Lindsay                                             | — | — | — | — | — | BE5 (5 Wo.)BE | — | Erstveröffentlichung: 18. September 2009 Original: Cindy & Bert – Ich komm’ bald wieder                    |
| 2012                  | Morgens immer müde Laing                                                                     | DE9 Gold · (23 Wo.)DE | AT49 (2 Wo.)AT | — | — | — | — | — | Erstveröffentlichung: 28. September 2012 Verkäufe: + 150.000; Original: Trude Herr                         |
|                       | Nummer-eins-Singles                                                                          | DE4DE | AT1AT | CH—CH | UK1UK | US—US | BE—BE | NL—NL | |
| Top-10-Singles        | DE28DE                                                                                       | AT5AT | CH1CH | UK1UK | US1US | BE4BE | NL—NL | | |
| Singles in den Charts | DE101DE                                                                                      | AT9AT | CH1CH | UK2UK | US2US | BE8BE | NL5NL | | |

grau schraffiert: keine Chartdaten aus diesem Jahr verfügbar

## Auszeichnungen für Musikverkäufe und
Anmerkung: Auszeichnungen in Ländern aus den Charttabellen bzw. Chartboxen sind in ebendiesen zu finden.
| Land/RegionAuszeichnungen für Musikverkäufe (Land/Region, Auszeichnungen, Verkäufe, Quellen) | Gold     | Platin  | Verkäufe  | Quellen                            |
| -------------------------------------------------------------------------------------------- | -------- | ------- | --------- | ---------------------------------- |
| Deutschland (BVMI)                                                                           | 3× Gold3 | Platin1 | 1.900.000 | musikindustrie.de, Einzelnachweise |
| Norwegen (IFPI)                                                                              | Gold—    | —       | 50.000    | Einzelnachweise                    |
| Österreich (IFPI)                                                                            | Gold1    | —       | 25.000    | ifpi.at                            |
| Vereinigtes Königreich (BPI)                                                                 | Gold—    | —       | 250.000   | Einzelnachweise                    |
| Insgesamt                                                                                    | 3× Gold3 | Platin1 |           |                                    |